# Spectravideo SV-318
De SV-318 was het basismodel uit de Spectravideo homecomputerreeks en werd in 1983 geïntroduceerd. Het was uitgerust met een, van zacht rubber uitgevoerd, toetsenbord dat verder was uitgerust met een combinatie van cursortoetsen en joystick.
De SV-318 werd opgevolgd door de SV-318MKII dat beschikte over een geheel nieuw ontworpen moederbord en de computerbehuizing een afwijkende kleurstelling had.
Het besturingssysteem van zowel de SV-318 als SV-318MKII was een variant van Microsoft Extended Basic maar deze was niet geheel compatibel met de MSX-standaard. 

## Technische specificaties
Processor

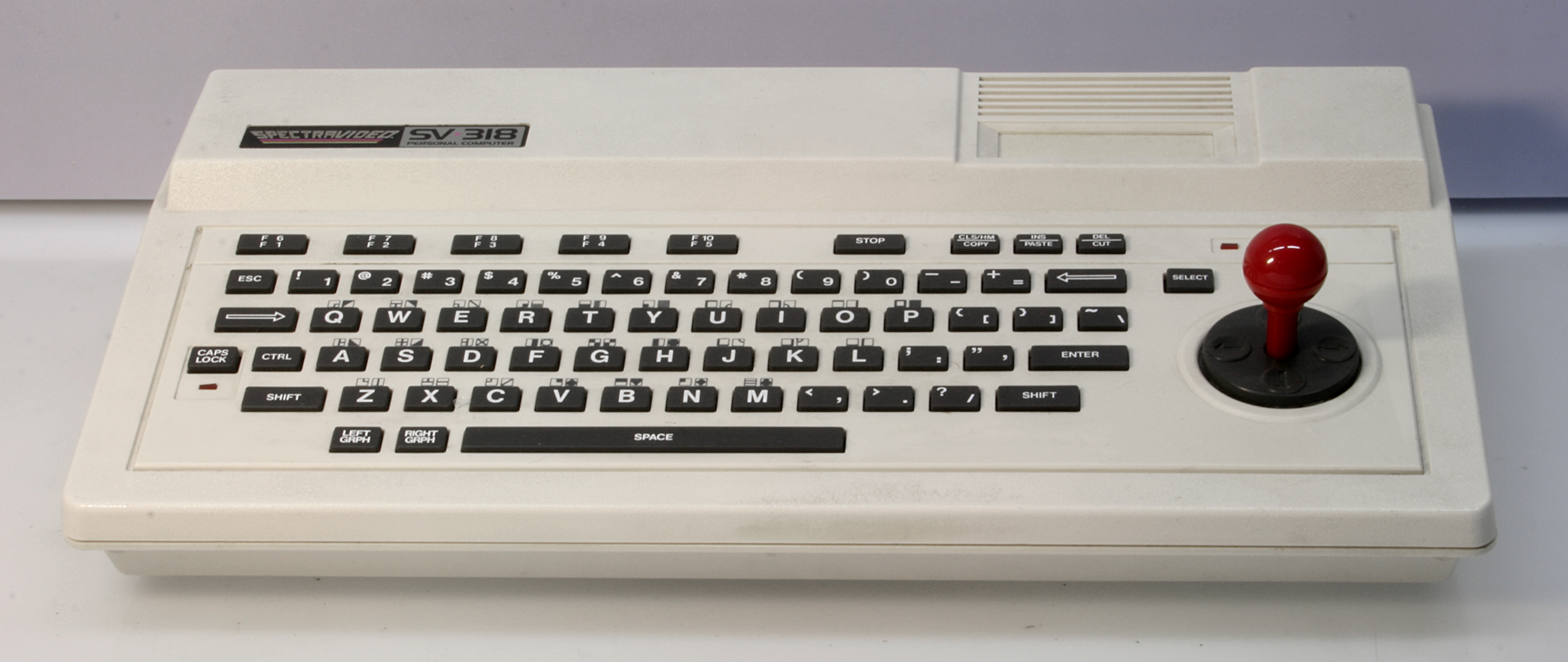
Spectravideo SVI-318

- Zilog Z80A met een kloksnelheid van 3,56 MHz.

Geheugen
- ROM: 32kB (uitbreidbaar tot 98 kB)
- RAM: 16kB (uitbreidbaar tot 144 kB/256 kB)
- VRAM: 16kB

Weergave
- Video Display Controller: Texas Instruments TMS9918A
  - resolutie: 256 × 192 beeldpunten
  - kleuren: 16
  - sprites: 32

Geluid
- General Instrument AY-3-8910-geluidschip
  - 3 geluidskanalen
  - 1 ruiskanaal
  - 1 omhullenden

Aansluitingen
- 1 datarecorder/cassetterecorder
- 2 joystick
- 1 cartridge
- 1 Super Expander

## Overeenkomsten met andere (spel)computersystemen
De SVI-318 beschikt over dezelfde processor en weergaveprocessor als de Sega SG-1000, Sega SC-3000, MSX1 en Coleco ColecoVision. Daarnaast deelt het dezelfde geluidschip, de General Instrument AY-3-8910, met MSX1-computers.
De Sega SG-1000, SG-3000 en de Coleco ColecoVision gebruiken een andere geluidschip, namelijk een Texas Instruments SN76489A. Deze is vrijwel gelijk aan de GI AY-3-8910.
Door deze hardwarematige overeenkomsten is het relatief eenvoudig gebleken om computerspellen te converteren tussen de vier genoemde systemen. Een emulator als blueMSX maakt van deze overeenkomsten gebruik en emuleert momenteel naast de MSX-standaard tevens de Spectravideo SV-318, SG-1000, SC-3000 en ColecoVision.